# هجرة لسبسية
هجرة لسبسية (بالإنجليزية: Lessepsian migration)‏ هو مصطلح صاغهُ بور (1978)  (Por, 1978)   لهجرة الكائنات الحية من البحر الأحمرالى شرق البحر الأبيض المتوسط من خلال قناة السويس.

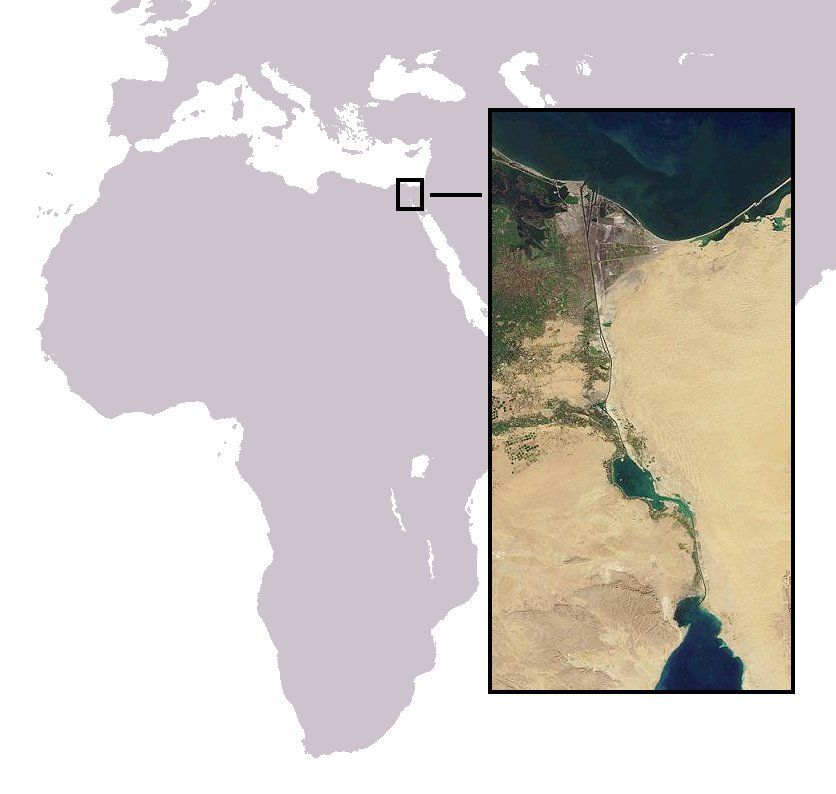
قناة السويس التي هاجر عبرها العديد من الأنواع البحرية، وهو ما يسمى الهجرة اللسبسية

بعد حفر قناة السويس عام 1869 حدثت هجرة لبعض الكائنات البحرية من البحر الأحمر إلى البحر المتوسط خلال القناة و يطلق على هذه الهجرة اللسبسية (Lessepsian Migration) و كانت الأسماك من بين المجموعات التي هاجرت من البحر الأحمر إلى شرق البحر المتوسط و استوطنته بل و نجحت في الوصول إلى بعض المناطق في الغر . و قد سجل تقريباً 30 من الأسماك التي هاجرت إلى البحر المتوسط و من أشهر هذه الأنواع السيجان و البربونى. على الجانب الآخر استطاع 5 أنواع فقط من اسماك البحر المتوسط من عبور قناة السويس و العيش في البحر الأحمر.